# Пјанадето (Парма)
Пјанадето је насеље у Италији у округу Парма, региону Емилија-Ромања.
Према процени из 2011. у насељу је живело 145 становника. Насеље се налази на надморској висини од 971 м.